# Mittag-Leffler-instituut

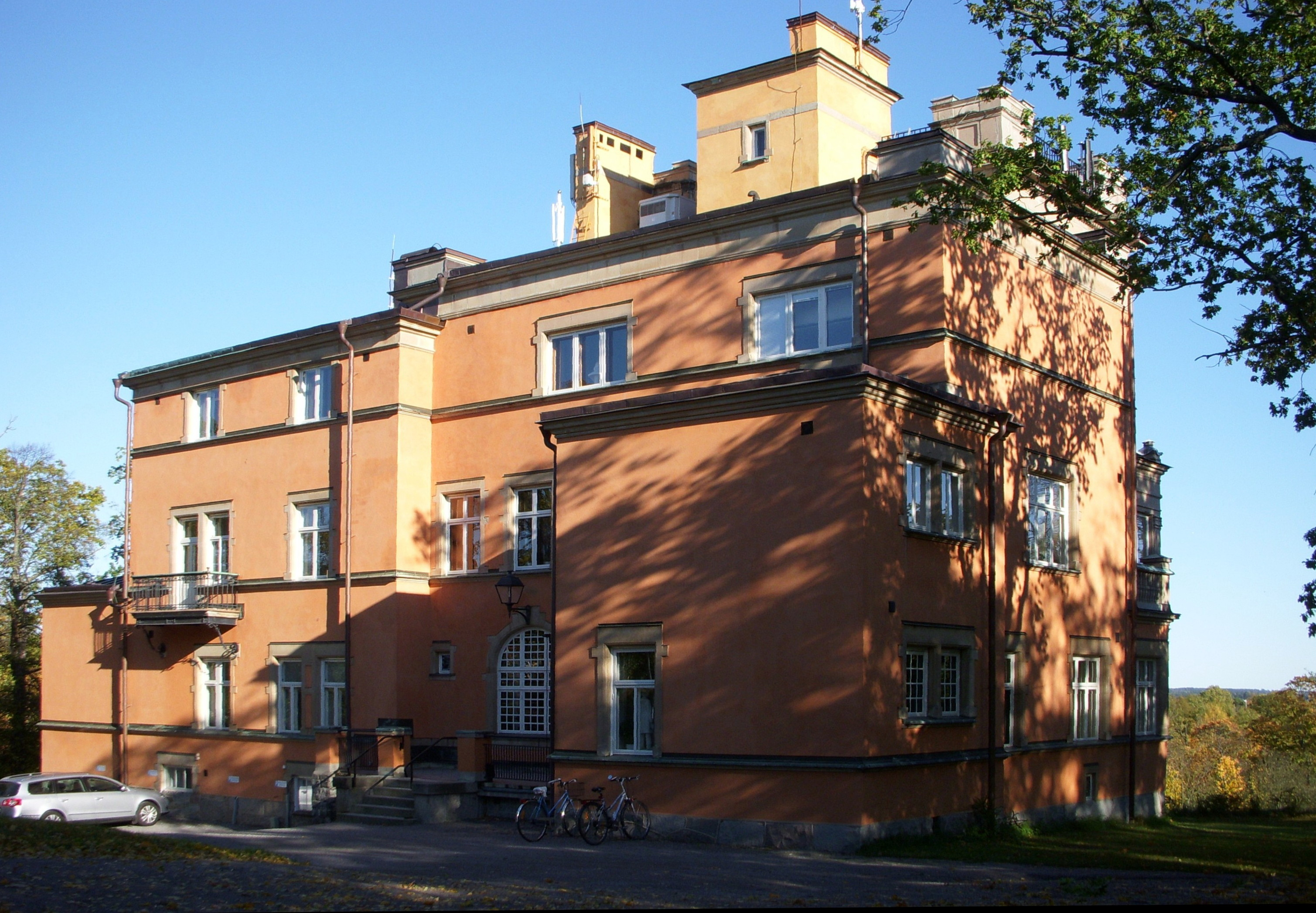
Het Mittag-Leffler-instituut

Het Mittag-Leffler-instituut is een onderzoeksinstituut voor wiskunde gevestigd in Djursholm, een voorstad van Stockholm. 
Het instituut huist in de voormalige woning van Gösta Mittag-Leffler, die het bij zijn overlijden, samen met zijn bibliotheek, doneerde. De nalatenschap van Mittag-Leffler, die overleed in 1927, was echter onvoldoende om een volwaardig instituut op te zetten. Pas in 1969 werd het instituut actief, toen onder leiding van Lennart Carleson.
Het instituut nodigt geleerden uit om eenjarige of halfjarige programma's op gespecialiseerde wiskundige terreinen uit te voeren. Het instituut wordt gerund door de Kungliga Vetenskapsakademien namens onderzoeksinstellingen uit alle Scandinavische landen. Het instituut geeft de wetenschappelijke tijdschriften Acta Mathematica en Arkiv för Matematik uit.